# Fakó pirók
A fakó pirók (Carpodacus stoliczkae) a madarak osztályának verébalakúak (Passeriformes) rendjébe és a pintyfélék (Fringillidae) családjába tartozó faj.

## Rendszerezése
A fajt Allan Octavian Hume skót ornitológus írta le 1874-ben, a Propasser nembe Propasser stoliczkae néven.

## Alfajai
- Carpodacus stoliczkae salimalii (R. Meinertzhagen, 1938) - Afganisztán középső és keleti része
- Carpodacus stoliczkae stoliczkae (Hume, 1874) - Nyugat-Kína
- Carpodacus stoliczkae beicki (Stresemann, 1930) - Közép-Kína

## Előfordulása
Afganisztán és Kína területén honos. Természetes élőhelyei a szubtrópusi vagy trópusi sivatagok és gyepek, sziklás környezetben. Állandó, nem vonuló faj.

## Természetvédelmi helyzete
Az elterjedési területe rendkívül nagy, egyedszáma pedig stabil. A Természetvédelmi Világszövetség Vörös listáján nem fenyegetett fajként szerepel.